# Cremona (album)
Cremona è un album della cantante italiana Mina, pubblicato nel 1996.

## Descrizione
L'album, dedicato alla città dove è cresciuta la popolare artista, è il primo disco non doppio di Mina dal 1979. Con Cremona infatti, Mina interrompe un'abitudine durata più di vent'anni - e diventata una «gabbia» - e pubblica un disco singolo composto solo di inediti (o quasi) perché i doppi album «costano troppo e rischiano di andare contro le esigenze del mercato, spiegano in casa Mediaset», società che ha rilevato la PDU (Cremona è l'ultimo disco - insieme al seguente Napoli - distribuito dalla EMI prima del definitivo passaggio dell'etichetta alla RTI Music). «A voler essere cinici, si potrebbe dire che il gioco di sua maestà [Mina] Mazzini è sempre lo stesso: ora esce il disco di inediti [...], sotto l'albero di Natale troveremo quello dei classici napoletani».
Anche in questo caso, non c'è nessun rapporto fra il titolo e le canzoni contenute nell'album: «è solo il pretesto per un'insolita copertina con Mina, smagrita e autoironica, [...] paludata in un abito di Versace assurdo quanto basta, incrocio tra una mise cardinalizia e il manto regale di Grimilde, la matrigna cattiva di Biancaneve». La copertina, come le foto interne, raffigurano Mina sullo sfondo dei principali monumenti della sua città. Le foto sono state realizzate in studio e solo successivamente sovrapposte alle vedute di Cremona.
«Le dieci canzoni di Cremona mostrano una Mina più rilassata e meno "mostruosa" anche come interprete». Si parte con Meglio così, «classico brano pop di levigata e accattivante fattura» «con una serie di acuti da campionessa». Poi il duetto con partner Beppe Grillo. Si tratta di Dottore, «vertiginoso rhythm and blues psichiatrico con tanto di sezioni di fiati, voci nere e testo da confessione sul lettino del proprio analista dopo l'ennesimo esaurimento nervoso. [...] Lei è al massimo della forma e si concede legati sensuali e caldi, lui fa il Nino Ferrer della situazione, sembra il figlio di un Blues Brother minore». «Ma dalla farsa psichiatrica si passa subito all'elegia [del sirtakeggiante] Succede, tema quasi banale che lei colora di una malinconia rassegnata e struggente».
«Una Mina straordinariamente brava spazia [poi] dal free-jazz di Musica per lui, sicuramente il brano più raffinato dell'intero disco, alla bossa nova della folle La bacchetta magica», nella quale la sua voce «risalta ed esalta». Unico pezzo già noto, Ricominciamo, vecchia hit di Adriano Pappalardo, è «una jam session rock, ma eccitante, e soprattutto [...] un gioiello» in cui «Mina si diverte, negli acuti, a esagerare con strappi e falsetti per una timbrica fra Cyndi Lauper e Madonna». Incisa inizialmente solo come sigla finale per l'ultima puntata della trasmissione televisiva Mai dire gol della Gialappa's Band, viene a grande richiesta inserita nel disco.
«Allegra e ballabile, grazie al lavoro dei chitarristi sudamericani Pato "Angel" Garcia e Hernesto Hernandez, risulta Boh!», «quasi una comica alla Ridolini su un approccio che sembra funzionare e poi invece... nulla». Dopo le «nuances impalpabili» della romantica Io sarò con te, il disco si chiude con l'«esplosivo» battistrada radiofonico dell'album, Volami nel cuore, ballata «appassionata [...] dove la voce con spiazzante acrobazia proprio il volo citato tenta di mimare» e con la «spigliata [e] incalzante» Ma tu ci pensi, scritta da Massimiliano Pani.
In definitiva «l'album è eccellente, omogeneo nello stile musicale che trova nell'interpretazione di Mina l'aspetto più affascinante», un «gran bel lavoro [...] che appaga da anni di cocenti delusioni[.] Un disco che mostra la sua isolata grandezza [e] brani che scuotono con quella voce che tutto fascia e sfascia».

## Tracce
1. Meglio così – 5:17 (testo: Samuele Cerri – musica: Mauro Santoro, Marino Paire)
2. Dottore (feat. Beppe Grillo) – 5:29 (testo: Carlo Fava, Gianluca Martinelli – musica: Carlo Fava)
3. Succede – 5:37 (testo: Fabrizio Berlincioni – musica: Mauro Culotta)
4. Musica per lui – 3:48 (Tullio Pizzorno)
5. La bacchetta magica – 4:03 (Maria Enrica Andolfi)
6. Ricominciamo – 4:05 (Bruno Tavernese, Luigi Albertelli)
7. Boh! – 5:17 (testo: Alberto De Martini – musica: Massimiliano Pani)
8. Io sarò con te – 5:03 (Maurizio Morante)
9. Volami nel cuore – 3:39 (testo: Alberto Testa – musica: Manrico Mologni, Gualtiero Malgoni)
10. Ma tu ci pensi – 4:21 (testo: Alberto De Martini – musica: Massimiliano Pani)

## Versioni Tracce
- Volami nel cuore:

versione in spagnolo '07 Vuela por mi vida, vedi Todavía

## Formazione
- Mina – voce
- Danilo Rea – pianoforte, Fender Rhodes
- Paolo Gianolio – chitarra, tastiera
- Massimo Moriconi – basso, contrabbasso
- Maurizio Dei Lazzaretti – batteria
- Massimiliano Pani – tastiera, cori
- Lele Melotti – batteria
- Massimo Varini – chitarra
- Hernesto Hernandez – percussioni, cori, chitarra
- Giorgio Cocilovo – chitarra, mandolino, bouzouki
- Umberto Fiorentino – chitarra
- Angel "Pato" Garcia – chitarra, cori
- Lorenzo Malacrida – percussioni, marimba
- Sergio Farina – chitarra
- Pippo Colucci – tromba
- Umberto Marcandalli – tromba
- Emilio Soana – tromba
- Giovanni Di Stefano – trombone
- Mauro Parodi – trombone
- Franco Ambrosetti – flicorno
- Gabriele Comeglio – sax, flauto
- Emanuela Cortesi, Stefano De Maco, Simonetta Robbiani – cori

## Classifiche

### Classifiche settimanali
| Classifica (1996) | Posizione massima |
| ----------------- | ----------------- |
| Europa            | 25                |
| Italia            | 2                 |

### Classifiche di fine anno
| Classifica (1996) | Posizione |
| ----------------- | --------- |
| Italia            | 12        |